# San Agustín, Colombia
San Agustín är en ort i Colombia.   Den ligger i departementet Huila, i den sydvästra delen av landet, 400 km sydväst om huvudstaden Bogotá. San Agustín ligger 1 760 meter över havet och antalet invånare är 9 481.
Terrängen runt San Agustín är kuperad. Runt San Agustín är det ganska tätbefolkat, med 100 invånare per kvadratkilometer. San Agustín är det största samhället i trakten. I omgivningarna runt San Agustín växer i huvudsak städsegrön lövskog.